# اردشیر سوم (شاهنشاه هخامنشی)
اردشیر سوم (به پارسی باستان: 𐎠𐎼𐎫𐎧𐏁𐏂) یازدهمین شاهنشاه هخامنشی از ۳۵۸ تا ۳۳۸ پیش از میلاد و بنیان‌گذار دودمان سی و یکم مصر بود.
نام اصلی وی «اُخس» بود و به این نام شکل یونانی شده‌ای از نام پارسی «وهوک» یا «وهوکه» می‌باشد. او پسر اردشیر دوم و استاتیرا بود و برادرانی بزرگتر به نام‌های: داریوش، آریاسپ و آرشام داشت، دو برادر اول مانند خود او زاده اردشیر دوم و ملکه استاتیرا بودند، اما برادر سوم یعنی آرشام از همسر غیررسمی اردشیر دوم متولد شده بود.
رقابت بر سر تاج و تخت از همان اوایل میان اُخس و برادران بالا گرفت، در ابتدا شاه بزرگ، داریوش را به عنوان ولیعهد خود برگزید اما پس از مدتی به علت توطئه‌ای که توسط داریوش و برخی درباریان بر ضد شاه انجام شد، داریوش اعدام شد و ولیعهدی به آریاسپ رسید، اما او نیز پس از مدتی خودکشی کرد. در این‌حال با اینکه اُخس فرزند رسمی اردشیر و استاتیرا بود، اما آرشام به عنوان ولیعهد انتخاب شد. بنابراین اُخس  و عده‌ای از درباریان با توطئه‌ای او را نیز به قتل رساندند. بدین ترتیب اُخس تنها وارث بر حق تاج و تخت هخامنشی شد. اردشیر دوم پس از مدتی درگذشت و اُخس در سال ۳۵۸ پ. م با نام سلطنتی اردشیر سوم تاجگذاری کرد. اردشیر سوم در همان اوایل سلطنت، عده زیادی از خویشاوندان خود را اعدام کرد تا مبادا در آینده دست به توطئه‌ای علیه وی بزنند.
اردشیر سوم در زمانی شاهنشاه ایران هخامنشی شد، که بسیاری از ایالات امپراتوری به علت ضعف حکومت مرکزی که در دوران سلطنت داریوش دوم و اردشیر دوم ایجاد شده بود، شورش کرده و رؤیای استقلال در ذهن داشتند. اردشیر در ابتدا شورش کادوسیان که در زمان پدرش نیز اتفاق افتاده بود را با موفقیت سرکوب کرد. سپس شورش آرتاباز، ساتراپ فریگیه هلسپونت را با تهدید و خط و نشان کشیدن برای حامیان وی خاموش ساخت و آرتاباز را به مقدونیه تبعید نمود، سپس شخصاً راهی صیدا و قبرس شد تا آنان را نیز فرمانبردار کند، این عملیات هم با موفقیت انجام شد و بعد از ماجرای صیدا، سایر شهرهای فنیقیه و قبرس نیز سر تسلیم فرود آوردند. سپس اردشیر سوم به مصر لشکر کشید تا باری دیگر مصر را ضمیمه شاهنشاهی هخامنشی کند. او در پلوزیوم، فرعون نکتانبو دوم را شکست داد و پس از آن، در ۳۴۲ پ. م بر تمامی مصر دست یافت.
پس از فتح مصر، دیگر شورش گسترده‌ای علیه حکومت مرکزی رخ نداد و سراسر امپراتوری تحت فرمان شاه بزرگ اداره می‌شد. اردشیر سوم در سال ۳۳۸ پیش از میلاد با دسیسه وزیر خود، باگواس خواجه مسموم شد و درگذشت. سپس باگواس فرزند او به نام ارشک را با نام سلطنتی اردشیر چهارم بر تخت نشاند.

## نام‌شناسی
نام اصلی او «اُخس» بود و تصور می‌شود که شکل یونانی شده «وهوک» بوده باشد، اما وی پس از نشستن بر تخت سلطنت خود را «اردشیر» نامید، چنانچه در کتیبه‌ها و سنگ‌نوشته‌های تخت جمشید «ارتَ خْشثَر» نامیده شده، از نویسندگان یونانی دیودور سیسیلی و آریان او را «آرتاکسرک‌سس» و برخی دیگر وی را «آرتاسس‌سس» نامیده‌اند. ابوریحان بیرونی نیز در آثارالباقیه از این پادشاه به نام‌های «اردشیر ثالث» و «اخس» یاد کرده است.

## خانواده
اُخس فرزند رسمی اردشیر دوم و ملکه استاتیرا بود. مطابق روایات موجود، اردشیر دوم تعداد زیادی همسر و فرزند داشت، به طوری که ژوستن تعداد فرزندان اردشیر را یکصد و پانزده تن گزارش کرده و همچنین بیان داشته است که بیشتر این فرزندان در زمان حیات پدر مرده بودند. بدین ترتیب تنها نام چهار پسر از او در تاریخ باقی مانده است: سه پسر از همسر رسمی خود استاتیرا به نام‌های داریوش، آریاسپ، اُخس و یک پسر دیگر به نام آرشام از همسر غیررسمی خود که شاه محبت فوق‌العاده‌ای نیز نسبت به او داشت.

## رسیدن به سلطنت
اردشیر دوم مطابق نوشته‌های پلوتارک چنانچه به کهولت سن رسید، آگاه شد که رقابتی بین داریوش و اُخس برای رسیدن به تاج و تخت وجود دارد، این رقابت چنانچه معلوم است درباریان را به دو جناح تقسیم کرده بود. گروهی مطابق آداب عقیده داشتند که پس از فوت شاه پسر بزرگتر او یعنی داریوش باید بر تخت بنشیند، همانگونه که پس از درگذشت داریوش دوم نیز با وجود مخالفت‌های پروشات و کوروش جوان، پسر ارشدش با نام اردشیر دوم جانشین او شد. اما گروهی دیگر از درباریان نیز به سختی از جانشینی اُخس حمایت می‌کردند و او را لایق تخت شاهی می‌دانستند. شاه با نظر به اینکه مبادا پس از فوت او واقعه‌ای مانند درگیری‌های خودش و کوروش پیش آید، تصمیم گرفت داریوش را ولیعهد خود کند و حتی بر خلاف آداب و رسوم این اجازه را به او داد که تاج شاهانه بر سر بگذارد و به عبارتی او را شاه قطعی آینده دانست.

### توطئه داریوش بر ضد پدر

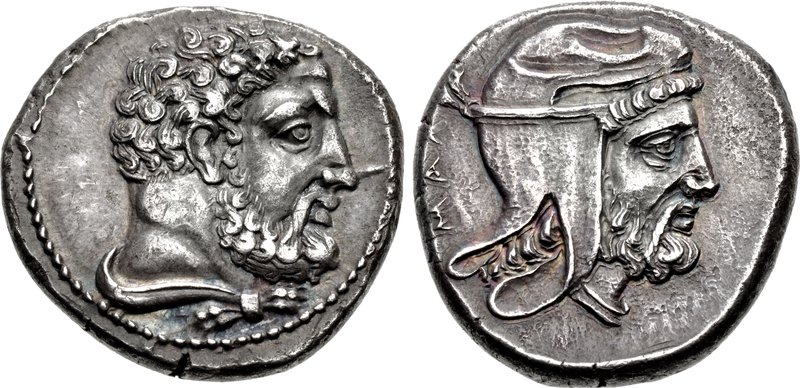
سکه‌ای متعلق به تیروز، ساتراپ ارمنستان و لیدیه، ضرب کیلیکیه

در این حال تیروز که یک سردار پارسی و ساتراپ ارمنستان غربی بود، پیوسته به داریوش می‌گفت: «تاج بر سر داشتن چه فایده دارد درحالی که شخص اقتداری نداشته و صاحب اختیار نباشد، اُخس همواره در پی کسب اعتبار در میان درباریان و بزرگان است درحالی که شما با ذکر چند کلمه از سوی شاه و گذاشتن یک تاج بر سر تصور می‌کنید ولایت عهدی برای شما تضمین شده و بی‌گمان شاه بزرگ بعدی خواهید بود.»
بالاخره داریوش تحت تأثیر سخنان تیروز قرار گرفت و از سوی دیگر سلطنت طولانی و مداوم پدر سخت او را نگران و خشمگین کرد، بنابراین تصمیم بر ترتیب دادن کنکاشی (براندازی) گرفت که عده‌ای از درباریان حامی او نیز در آن داخل بودند. قرار بر این شد که آنها شبانه داخل اتاق خواب شاه شده و او را به قتل برسانند.
در این حال یک خواجه از این کنکاش (براندازی) بر ضد شاه آگاه شده و او را از این قضیه آگاه ساخت.
اردشیر دید که نه می‌تواند این موضوع را نادیده گیرد، چرا که جانش در خطر بود و نه صحیح است بی‌درنگ این گزارش را باور کند. توطئه گزارش شده از این قرار بود که توطئه‌گران شبانه به خوابگاه شاه درآیند و او را بکشند، پس اردشیر دستور داد تا پشت تخت دری باز کنند و روی آن را با پرده‌ای بپوشانند، در ساعت معهود توطئه‌گران به خوابگاه شاه درآمدند، اردشیر آن‌ها را شناسایی کرد و از در بیرون رفته گارد حفاظت را به یاری طلبید، پس از آن با رسیدن محافظان، داریوش و همراهانش بازداشت شدند. به فرمان شاه، دادگاهی از قضات انجمن شاهی تشکیل گردید و دادستان‌هایی برگزیده شدند، اردشیر دستور داد تا منشی‌های دادگاه رأی قضات را بنویسند و نزد او آورند. همگی به اعدام شاهزاده کنکاشگر (کودتاچی) رأی دادند، در نتیجه داریوش کشته شد.

### اُخس و حذف رقبای تاج و تخت
اُخس پس از کشته شدن داریوش امیدوار شد که به مقصود خود خواهد رسید، به خصوص که حالا اکثر درباریان نیز با او همراه شده بودند. ولی هنوز هم دو مانع بزرگ در پیش داشت: نخست آریاسپ که پس از داریوش از همه به تخت سلطنت نزدیکتر بود و علاوه بر این مردم نیز وی را از روی خوش خویی و نرمی رفتار بسیار دوست می‌داشتند و مانع دوم آرشام بود که شاه بسیار وی را دوست می‌داشت اگرچه از همسری غیررسمی زاده شده بود.
اُخس مصمم شد که هردو مانع را از پیش بردارد. بدین ترتیب، در ابتدا به وسیلهٔ درباریان، به آریاسپ چنین القاء کرد که پدر نسبت به او هم بدبین شده و آهنگ آن دارد که او را هم مانند داریوش اعدام کند، در نتیجه آریاسپ برای اینکه خود را از عذاب و شکنجه برهاند، پیش دستی کرده و خودکشی کرد. مرگ او مایهٔ تأثر فوق‌العادهٔ اردشیر شد. سپس شاه تمام محبت خود را متوجه آرشام داشت، اُخس نیز چون دید که او آخرین مانع است، افرادی را مأمور به قتل او کرد و بدین ترتیب آرشام نیز کشته شد.

### درگذشت اردشیر دوم و تاجگذاری اردشیر سوم
اردشیر دوم پس از ۴۵ سال سلطنت، در سال ۳۵۸ پیش از میلاد درگذشت و اُخس با نام «اردشیر سوم» بر تخت سلطنت نشست و تاج شاهی بر سر نهاد.

## دوران سلطنت

### کشتار در خانوادهٔ سلطنتی
هنگامی که اردشیر به پادشاهی رسید مغ‌ها پیشگویی کردند که در دوران سلطنت وی محصولات فراوان می‌شود و از سوی دیگر تعداد زیادی از افراد با بیرحمی تمام اعدام خواهند شد. در مورد فراوانی محصول چیزی نمی‌دانیم، اما در مورد پیشگویی اعدام‌ها این اتفاق افتاد. قبل از هر چیز شاه جدید اکثر خویشاوندان نزدیک خود را اعدام کرد تا مبادا در آینده دست به توطئه‌ای علیه وی بزنند.

### خاموش کردن شورشهای داخلی
شاه جدید از همان آغاز کار خویش، اقداماتی انجام داد تا از اغتشاش ساتراپ‌ها که به‌دلیل ضعف و انحطاط دولت مرکزی مدتی بود به‌دنبال استقلال بودند، جلوگیری کند.

#### شورش کادوسیان
کادوسیان اقوامی بودند که در شمال شرقی آذربایجان و گیلان اقامت داشتند. این مردم در زمان اردشیر دوم نیز طغیان کرده بودند و اردشیر دوم موفق نشده بود که آنها را کاملاً فرمانبردار کند. اردشیر سوم نخست به سوی این اقوام که بازهم طغیان کرده بودند لشکر کشید. جزئیات این لشکرکشی مشخص نیست و همین‌قدر از منابع یونانی برمی‌آید که کسی که در دفع این طغیان، به وی کمک‌های شایانی کرد و در این جنگ رشادت‌ها از خود نشان داد، یک شاهزادهٔ هخامنشی به نام کدمان بود و به سبب همین رشادت‌ها توسط اردشیر «دلیرترین پارسیان» نامیده شد و حکومت ارمنستان را دریافت نمود. وی بعدها با نام سلطنتی داریوش سوم بر تخت شاهنشاهی ایران نشست.

#### شورش فریگیه

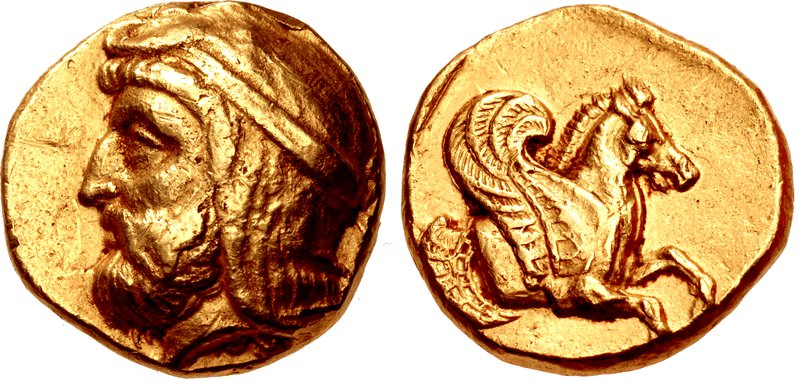
سکه طلای آرتاباز دوم، ساتراپ فریگیه هلسپونت.

اردشیر سوم از همه ساتراپ‌های آناتولی خواست که نیروهای مزدور تحت امر خود را منحل کنند. این کار برای کاهش قدرت ساتراپ‌ها و تحکیم قدرت سلطنت انجام شد. در زمان اردشیر دوم، ساتراپ داتامش توانسته بود با استفاده از مزدوران خود کم و بیش به صورت مستقل در محدوده خود حکومت کند، همچنین مدتی پیش از آن نیز شاهزاده کوروش تقریباً موفق شده بود با کمک مزدوران یونانی خود اردشیر دوم را سرنگون کند. همه ساتراپ‌ها به فرمان او عمل کردند و مزدوران خود را منحل نمودند. سپس در سال ۳۵۶ پیش از میلاد، اردشیر سوم تلاش کرد تا آرتاباز دوم را از ساتراپی خود در فریگیه هلسپونت برکنار کند که منجر به شورش او شد. نسب سلطنتی آرتاباز از طریق مادرش آپاما که خواهر اردشیر سوم بود، احتمالاً موجب بدگمانی اردشیر نسبت به او شده بود. دو برادر آرتاباز به نام‌های اکسیترس و دیبیکتوس نیز در این شورش به او پیوسته بودند.
اردشیر سوم ساتراپ‌های دیگر آناتولی از جمله وادفرداد و ماسول را برای سرکوب شورش آرتاباز مأمور کرد. اما آرتاباز موفق شد با کمک مزدورانی که از آتن اجیر کرده بود در سال ۳۵۵ پیش از میلاد آنها را شکست دهد. سپس به عمق فریگیه بزرگ نفوذ کرد و منطقه را غارت نمود. اردشیر سوم به سرعت و با تهدید به جنگ، آتن را تحت فشار قرار داد تا از حمایت آرتاباز دست بردارد. در سال ۳۵۴/۳ پیش از میلاد، آرتاباز شورش خود را متوقف کرد و به مقدونیه گریخت و در آنجا نزد فیلیپ دوم مقدونی پناهنده شد.

#### حمله نخست به مصر
از آنجایی که در دوره حکومت اردشیر دوم، مصر شورش کرده بود و از کنترل ایران خارج شده‌بود، اردشیر سوم بازپس‌گیری مصر را در اولویت قرار داده بود؛ بنابراین او در حدود سال ۳۵۱ پ. م عملیاتی نظامی را برای بازپس‌گیری مصر ترتیب داد. در همان زمان شورشی در آسیای صغیر برپا شد که توسط تبای حمایت می‌شد و تهدیدی جدی محسوب می‌شد. اردشیر ارتشی عظیم تدارک دید و به مصر لشکر کشید و با نکتانبو دوم درگیر شد. پس از یک سال نبرد با فرعون مصر، نکتانبو با حمایت مزدوران یونانی به رهبری ژنرال‌های آتنی و اسپارتی، در نبرد پیروز شد و اردشیر ناچار به عقب‌نشینی شد و برنامه‌هایش برای فتح مصر به تعویق افتاد.

#### شورش صیدا و قبرس
مصر که طغیانش همچنان از سال‌ها قبل ادامه یافته بود، غالباً به طغیان‌های آسیای صغیر و نواحی مجاور نیز دامن می‌زد. در این زمان اهالی صیدا و سایر بخش‌های فینیقیه چون از احکام ایران ناراضی بودند، شورشی برپا کرده و با مصری‌ها بر علیه شاه همدست شدند. اردشیر در ابتدا اعتنایی به این واقعه نکرد و تنها سردارانی را برای فرونشاندن این شورش فرستاد، ولی آنها موفق نشدند و اردشیر، چون دید که شورش دامنه یافته، قبرس و سایر شهرهای فینیقی نیز با شورشیان همدست شده‌اند و از طرفی مصری‌ها نیز به شورشیان کمک می‌کنند مصمم شد که شخصاً با سپاهی عازم مناطق شورشی شود.

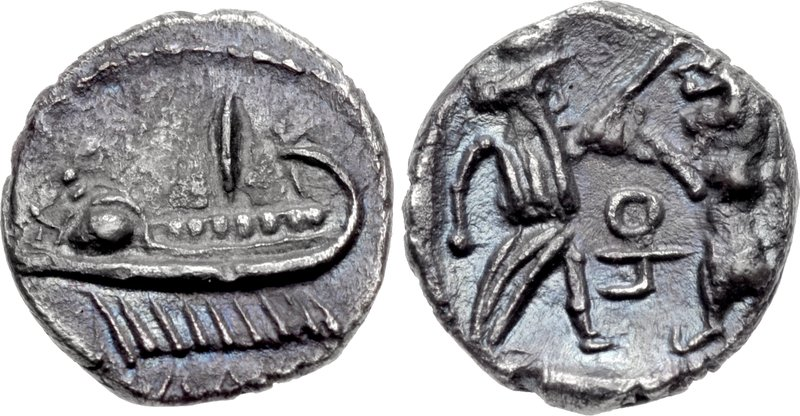
سکه متعلق به تنس، پادشاه شورشی صیدا

وقتی که اخبار نزدیک شدن سپاه عظیم ایران به تنس پادشاه صیدا رسید، دانست که او و شورشیان نخواهند توانست در مقابل شاه بزرگ پافشاری کنند، بنابراین محترم‌ترین سردار خود را نزد اردشیر فرستاده و اظهار کرد که حاضر است صیدا را تسلیم و در سپاه اردشیر که عازم مصر نیز هست خدمت کند، زیرا گدارهای نیل را خوب می‌شناسد و می‌تواند خدمات بزرگی برای شاه انجام دهد. تنس، پس از اینکه فرستاده‌اش از نزد اردشیر بازگشت، منتور، سردار یونانی‌های اجیر را که از سوی مصر برای کمک به صیدا آمده بودند، خواسته و نقشه خود را مبنی بر خیانت به شورش با او درمیان گذاشت. بدین ترتیب منتور را در شهر گذاشته و خود با عده کمی به بهانه اینکه می‌خواهد به محل اجتماع فینیقی‌ها بروند، صد نفر از بزرگان را برداشت. سپس همین که نزد اردشیر رسید آن صد نفر را به بند کشیده و به شاه تسلیم کرد. اردشیر تنس را مانند یک دوست پذیرفت، اما حکم کرد که آن صد نفر را تیرباران کنند.
وقتی اهالی صیدا از تسلیم شدن تنس و کشته شدن آن صد نفر آگاه شدند، فهمیدند که چاره‌ای جز مذاکره و تسلیم کردن شهر ندارند. بدین ترتیب پانصد نفر از میان خود انتخاب کرده و در لباس استدعا نزد شاه فرستادند. هنگامی که این نمایندگان به اردوی سپاه ایران رسیدند، اردشیر از تنس پرسید که آیا او می‌تواند شهر را تسلیم کند یا نه؟ تنس جواب مثبت داد. پس از اینکه تنس گفت می‌تواند شهر را تسلیم کند، اردشیر حکم کرد تمام آن پانصد فرستاده را نیز از دم تیغ بگذرانند. سپس تنس به سپاهیان یونانی که از مصر آمده بودند امر کرد که شاه و سپاهیانش را به درون شهر راه دهند و بدین ترتیب شاه و سپاهیان ایران وارد شهر شدند. پس از تسخیر کامل شهر، چون اردشیر دیگر تنس را لازم نداشت امر کرد که او را هم به قتل برسانند. برخی اهالی صیدا نیز همین که از کشته‌شدن تنس و نمایندگانشان آگاه شدند، خانه‌های خود را آتش زده و تصمیم به جنگ گرفتند، اما سپاهیان شاه شهر را کاملاً در اختیار داشتند و کاری از دست شورشیان ساخته نبود، بدین ترتیب عده زیادی کشته شده و عده‌ای نیز طعمه حریق شدند. بعد از ماجرای صیدا، دیگر شهرهای فنیقیه نیز که از جدیت و خشونت بسیار اردشیر سوم در سرکوب صیدا باخبر شدند، سر تسلیم فرود آوردند.

### تسخیر مجدد مصر

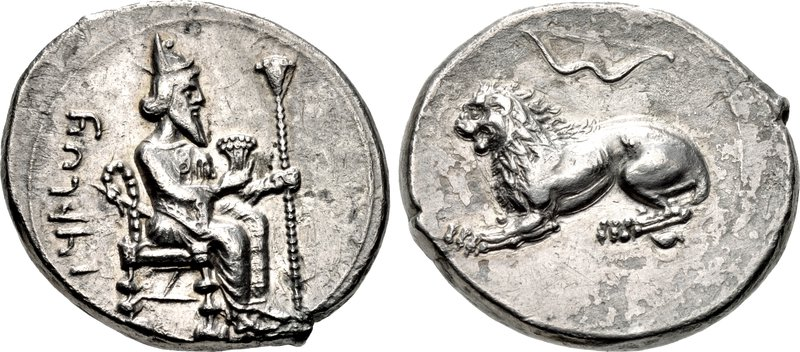
سکه‌ای ضرب کیلیکیه که اردشیر سوم را به عنوان فرعون در روی سکه و یک شیر را در پشت سکه نقش کرده است.

اردشیر پس از آنکه به کارهای خود در فینیقیه پایان داد، با سپاه خود و مزدوران یونانی از راه خشکی عازم مصر شد. شاه که بسیار علاقه‌مند بود مصر را از نو تسخیر کند، فرستادگانی به شهرهای یونان فرستاد و آنها را تشویق کرد که در جنگ او مقابل مصر شرکت کنند. بدین ترتیب تبی‌ها هزار نفر سنگین اسلحه به فرماندهی لاکراتس فرستادند، اهالی آرگس سه هزار نفر و یونانی‌های آسیایی هم شش هزار نفر فرستادند. در نتیجه تعداد سپاهیان یونانی فرستاده شده به ده هزار نفر رسید. در رویارویی ایرانیان و مصریان نکتانبو در پلوزیوم شکست خورد و به ممفیس بازپس نشست. سپس اردشیر در ۳۴۲ پ. م بر تمامی مصر، از جمله ممفیس دست یافت و نکتانبو به نوبه گریخت. بنابر نوشته‌های منابع یونانی، اردشیر با خشونت با شهرهای مصر رفتار کرد. با این همه، در منابع مصری اردشیر را بنیان‌گذار دودمان سی و یکم مصر خوانده‌اند. اردشیر در بازگشت مصر را به فرنداتیس سپرد و مِنتور را که با مزدوران یونانی خود سهم بزرگی در تسخیر مصر داشت، به فرماندهی سپاهیان هخامنشی مستقر در غرب آسیای صغیر گماشت. با تسخیر مصر که بزرگ‌ترین دستاورد پادشاهی اردشیر بود، مرزهای شاهنشاهی هخامنشی به گستردگی پیشین آن رسید.

### قدرت گرفتن مِنتور
در بین یونانیانی که در سپاه اردشیر بودند، سردار کاردانی بنام منتور بود که در فتح مصر هم به اردشیر کمک‌های شایانی کرد و محبوب اردشیر واقع شد و اردشیر او را بر تمام ایالات یونانی آسیای صغیر والی کرد. منتور چون شاه او را مأمور کرده بود تا یاغیان را قلع و قمع کند، به قصد هرمیاس والی آتارنئوس (شهری باستانی در قسمت شمال غربی ترکیه امروزی) حرکت کرد و به هرمیاس پیغام داد که می‌خواهد میانجیگری کرده، بخشش شاه را برای او درخواست کند. هرمیاس به ملاقات او رفت، اما به امر مِنتور گرفتار شد. پس از آن منتور مهر او را بدست آورد و نامه‌هایی به شهرهای تابع وی نوشت، بدین مضمون که هرمیاس، با وساطت منتور با شاه صلح کرده، سپس این نامه‌ها را به مهر او رسانید و برای شهرها فرستاد. اهالی این شهرها این نامه‌ها را درست دانسته و چون از جنگ خسته شده بودند، با شادی صلح را پذیرفته و تسلیم گردیدند. هنگامی‌که شاه شنید که مِنتور بدون خون‌ریزی همه این شهرها را تابع کرده، بسیار مشعوف شد. منتور در مدت کمی دشمنان دیگر شاه را از پای درآورد و آرامش کاملی را در آسیای صغیر برپا کرد.

### سال‌های آخر سلطنت

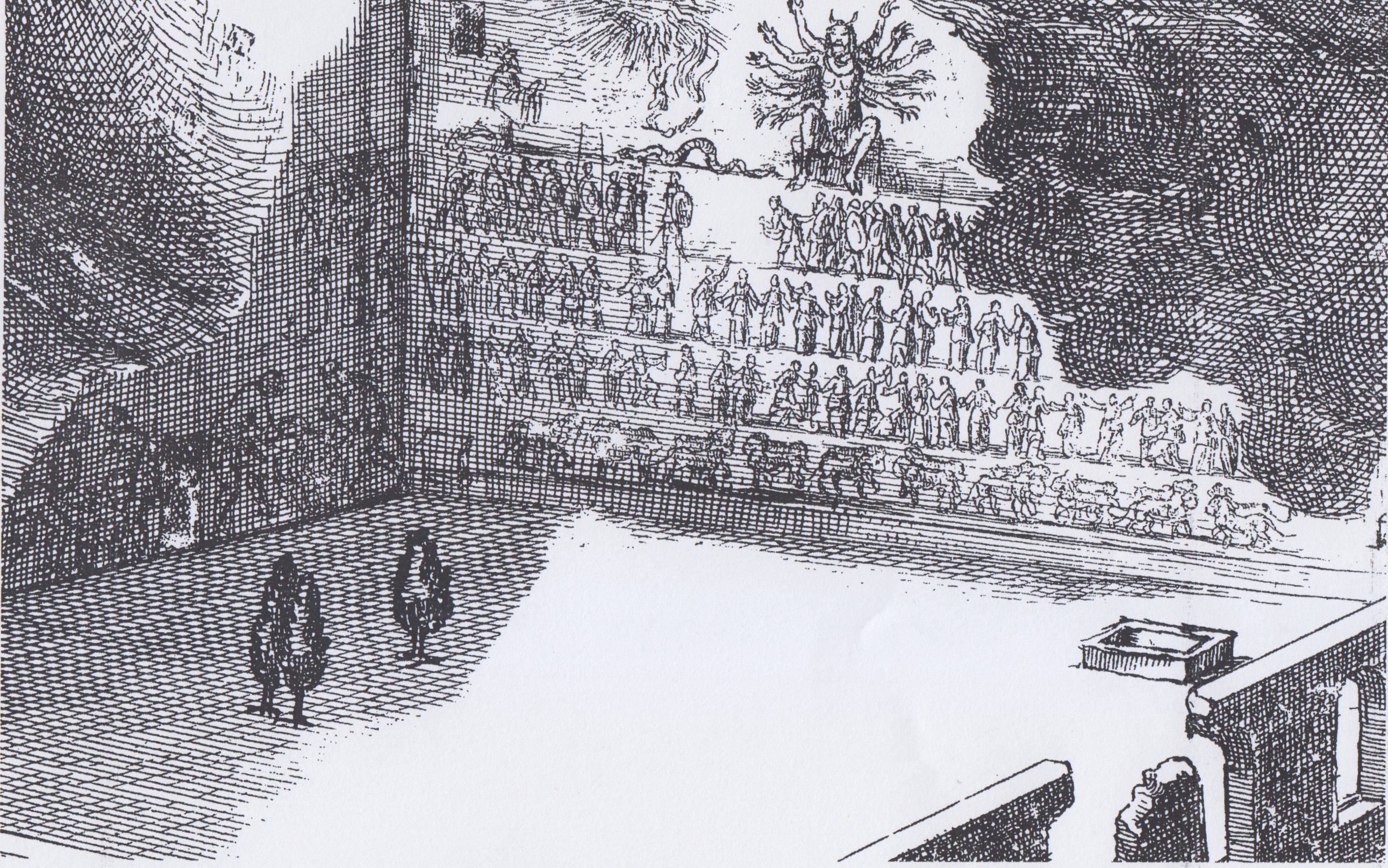
تکه‌ای بزرگ شده از گراوور هولار از گور اردشیر سوم (هربرت ۱۶۷۷)

پس از فتح مصر، دیگر هیچ شورش گسترده‌ای علیه حکومت رخ نداد. منتور و باگواس نیز که در لشکرکشی به مصر بسیار محبوب شاه شده بودند، به پست‌هایی با بالاترین اهمیت ارتقا یافتند. منتور که فرماندار کل سواحل آسیای صغیر بود، موفق شد بسیاری از فرمانداران را که در جریان مشکلات اخیر علیه حکومت ایران قیام کرده بودند، تحت فرمان خود درآورد و در طی چند سال منتور و نیروهایش توانستند تمام سواحل آسیایی مدیترانه را به تسلیم و وابستگی کامل درآورند.
باگواس نیز با اردشیر به پایتخت بازگشت و در آنجا نقش مهمی را در اداره امور داخلی امپراتوری بر عهده گرفت، در شش سال آخر سلطنت اردشیر سوم، امپراتوری ایران توسط حکومتی نیرومند و موفق اداره می‌شد.

### قدرت گرفتن فیلیپ مقدونی در یونان
اگرچه هیچ شورشی در داخل امپراتوری ایران رخ نداد، اما قدرت روزافزون فیلیپ دوم در مقدونیه، توجه اردشیر را به خود جلب کرد. اردشیر در اقدامی قاطع و هوشمندانه دستور داد که از نفوذ ایران برای کنترل و محدود کردن قدرت رو به رشد پادشاه مقدونی استفاده شود. در سال ۳۴۰ پیش از میلاد، به ساتراپ‌های ایرانی آسیای صغیر دستور داد که به هر نحوی که شده به حکومت تراکیه کمک نمایند. یک گروه از نیروهای ایرانی برای کمک به شاهزاده تراکیه، به منظور حفظ استقلال خود در مقابل تهاجمات فیلیپ اعزام شد. همچنین کمک‌های مؤثری از سوی ایران به شهر پرینتوس شد، به‌طوری که باعث شد ارتش مجهز فیلیپ که این شهر را به محاصره درآورده بود، مجبور به عقب‌نشینی و ترک محاصره شود. در آخرین سال حکومت اردشیر، فیلیپ دوم که از مدت‌ها قبل برنامه‌هایی برای لشکرکشی به امپراتوری ایران در نظر گرفته بود، تصمیم به آغاز جنگ گرفت اما از یک سو اکثر دولت‌شهرهای یونان با او متحد نشدند و از سویی دیگر قتل وی توسط پاوسانیاس سبب لغو همیشگی ماجراجویی‌های فیلیپ شد.

## درگذشت و آرامگاه

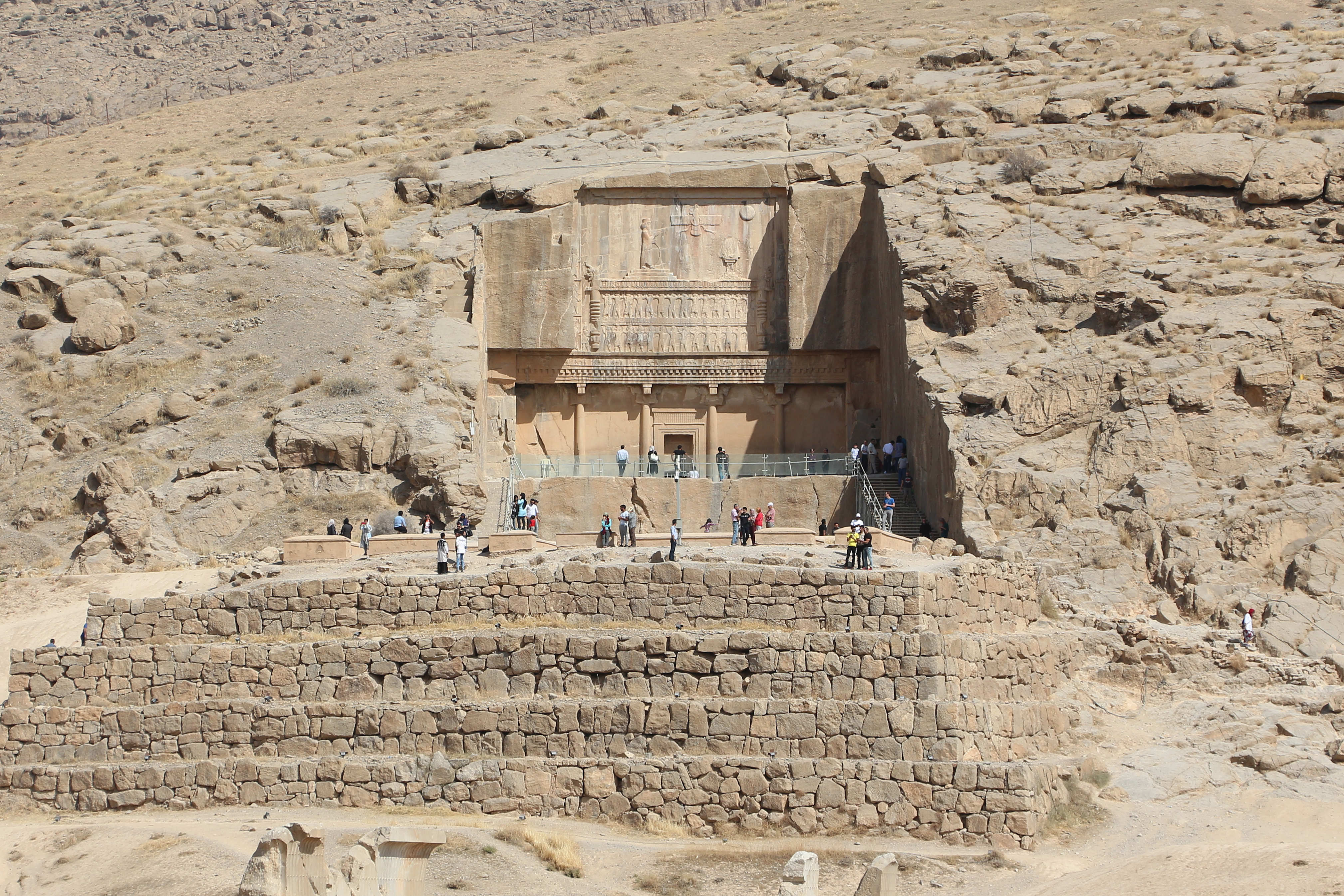
نمایی از آرامگاه اردشیر سوم در تخت جمشید

اردشیر سوم در اواخر اوت یا سپتامبر سال ۳۳۸ پ. م با دسیسه باگواس خواجه به‌دست پزشک خود مسموم شد و درگذشت، او را در آرامگاه خود در تخت جمشید به خاک سپردند.
مرگ زودهنگام اردشیر سوم برای شاهنشاهی هخامنشی آغاز یک بحران بود  در تضعیف کشور نقش داشته است. بیشتر پسران اردشیر سوم، به استثنای ارشک و بیستانس توسط باگواس به قتل رسیدند. باگواس که اکنون نقش پادشاه را بر عهده داشت، ارشک جوان را با نام رسمی اردشیر چهارم بر تخت سلطنت نشاند.

## شخصیت‌شناسی
اردشیر سوم پادشاهی بود که در اوضاعی ناآرام، در یک مملکت وسیع به پادشاهی رسید و از هیچ تلاشی برای سامان دادن به مملکت فروگذار نکرد، منابع یونانی و رومی قتل شماری از اعضای خانواده‌اش را به او نسبت می‌دهند و برخی مورخان نیز او را بسیار ستمکار و بی‌رحم دانسته‌اند و اگر نوشته‌های آنان را صحیح بدانیم باید گفت که کسی از میان شاهان هخامنشی حتی کمبوجیه به شدت عمل وی نبوده است. با این همه، اردشیر سوم پادشاهی توانا بود که می‌خواست شکوه و عظمت سابق شاهنشاهی هخامنشی را به آن بازگرداند و تا حد زیادی نیز در این کار موفق بود.

## میراث

### سیاست‌های دینی
از نظر تاریخی، شاهنشاهان هخامنشی از پیروان مزدیسنا یا تحت تأثیر شدید ایدئولوژی زرتشتی بودند. دوره سلطنت اردشیر دوم شاهد احیای آیین آناهیتا و میترا بود، اردشیر دوم در سنگ‌نوشته‌هایش از علاوه‌بر اهورامزدا از آناهیتا و میترا نیز نام برد و حتی تندیس‌های آنان را برپا کرد. میترا و آناهیتا تا آن زمان توسط زرتشتیان نادیده گرفته می‌شدند. اما در این دوره از فرمان زرتشت مبنی بر اینکه خدا باید فقط با نور آتش‌نشان داده‌شود سرپیچی شد. احتمالاً اردشیر سوم آناهیتا را رد کرده و تنها اهورامزدا و میترا را می‌پرستیده است. متنی به خط میخی در سنگ‌نوشته‌ای از اردشیر سوم در تخت جمشید نشان می‌دهد که صفات اهورامزدا درحال انتقال به میترا است. عجیب است که اردشیر دستور داده بود تندیس‌های الهه آناهیتا در بابل، دمشق، سارد و همچنین در شوش، هگمتانه و تخت جمشید برپا شود.

### پروژه‌های ساختمانی

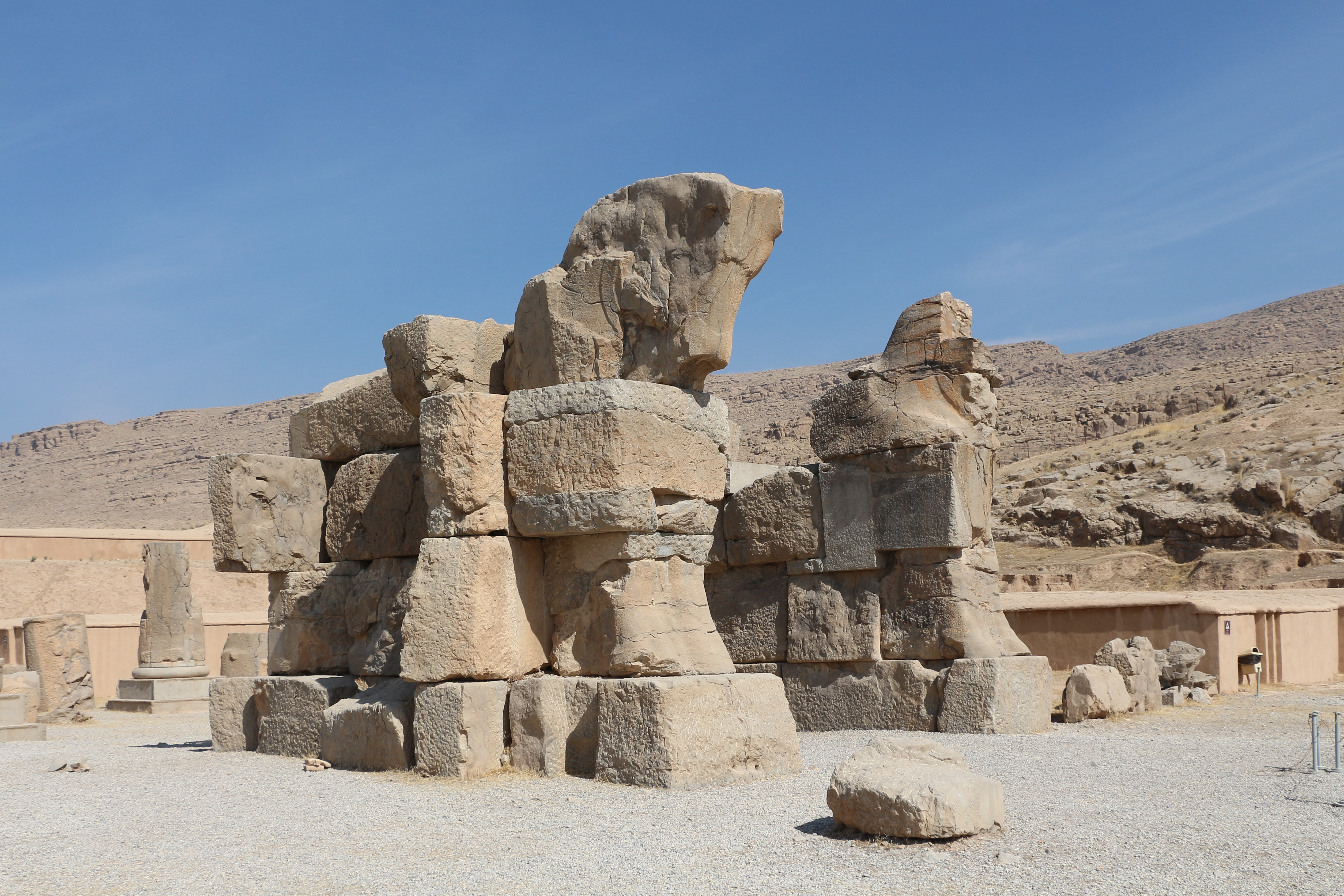
نمایی از دروازه ناتمام در تخت جمشید

شواهدی مبنی بر تجدید فعالیت ساخت و ساز در دوران سلطنت وی در تخت جمشید وجود دارد، اما بیشتر این ساخت و سازها با مرگ ناگهانی او ناتمام مانده است، از جمله دروازه ناتمام در تخت جمشید که به وی نسبت داده شده است. اردشیر همچنین در تخت جمشید پلکانی سنگی برآورد که در کتیبه‌اش به آن اشاره می‌کند. وی در این کتیبه پس از ستایش اهورامزدا، نیاکان خود را برمی‌شمرد و از اهورامزدا درخواست می‌کند کشور او را بپاید. در سال ۳۴۱ پیش از میلاد و پس از بازگشت از مصر به بابل نیز، ظاهراً اردشیر اقدام به ساخت آپادانای بزرگی کرد که تشریح دکوراسیون رنگی این کاخ در آثار دیودور سیسیلی آمده است. کاخ نبوکدنصر دوم در بابل نیز در دوران سلطنت اردشیر سوم گسترش یافت.
نام اردشیر بر روی سکه‌های نقره (مدل‌های آتنی) که در زمانی که او در مصر بود ضرب شده است و در پشت آن کتیبه‌ای به خط مصری نوشته شده است بدین مضمون: «اردشیر، فرعون بزرگ، زندگی، رفاه، ثروت».

### در ادبیات
برخی گمان می‌کنند که کتاب جودیت می‌تواند بر اساس نبردهای اردشیر در فنیقیه باشد، چراکه هولوفرنس نام برادر ساتراپ کاپادوکیه بوده و همچنین باگواس، کسی که هولوفرنس را مرده می‌یابد نیز از فرماندهان ارتش اردشیر هنگام حمله به فنیقیه بوده است.